# Aeroporto dell'Urbe (zona di Roma)
Aeroporto dell'Urbe è la zona urbanistica 4L del Municipio Roma III di Roma Capitale. Si estende sulle zone Z. I Val Melaina e Z. II Castel Giubileo.

## Geografia fisica

### Territorio
Il territorio comprende l'intera area occupata dall'Aeroporto dell'Urbe, dal quale la zona prende il nome.
La zona confina:
- a nord con la zona urbanistica 4M Settebagni
- a est con le zone urbanistiche 4D Fidene e 4E Serpentara
- a sud con le zone urbanistiche 2E Trieste e 2Y Villa Ada
- a ovest con le zone urbanistiche 20A Tor di Quinto e 20F Grotta Rossa Est